# Pantherophis obsoletus lindheimeri
Pantherophis obsoletus lindheimeri – podgatunek Pantherophis obsoletus – gatunku węża z rodziny połozowatych (Colubridae). Występuje na południu USA. Jego największa populacja występuje w Teksasie, ale można znaleźć go także w Luizjanie, Arkansas i Oklahomie. Występuje w podobnych rejonach, co inne podgatunki węża smugowego, dlatego określenie dokładnych granic jego występowania jest niemożliwe. Nazwa lindheimeri została mu nadana w celu uhonorowania niemiecko-amerykańskiego przyrodnika Ferdynanda Jacoba Lindheimera, który znalazł pierwszy okaz w New Braunfels w Teksasie.